# Guirlanda

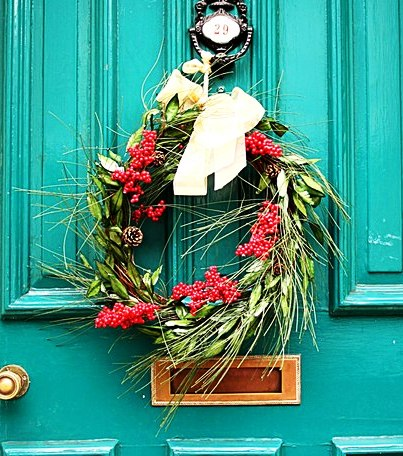
Guirlanda de porta.

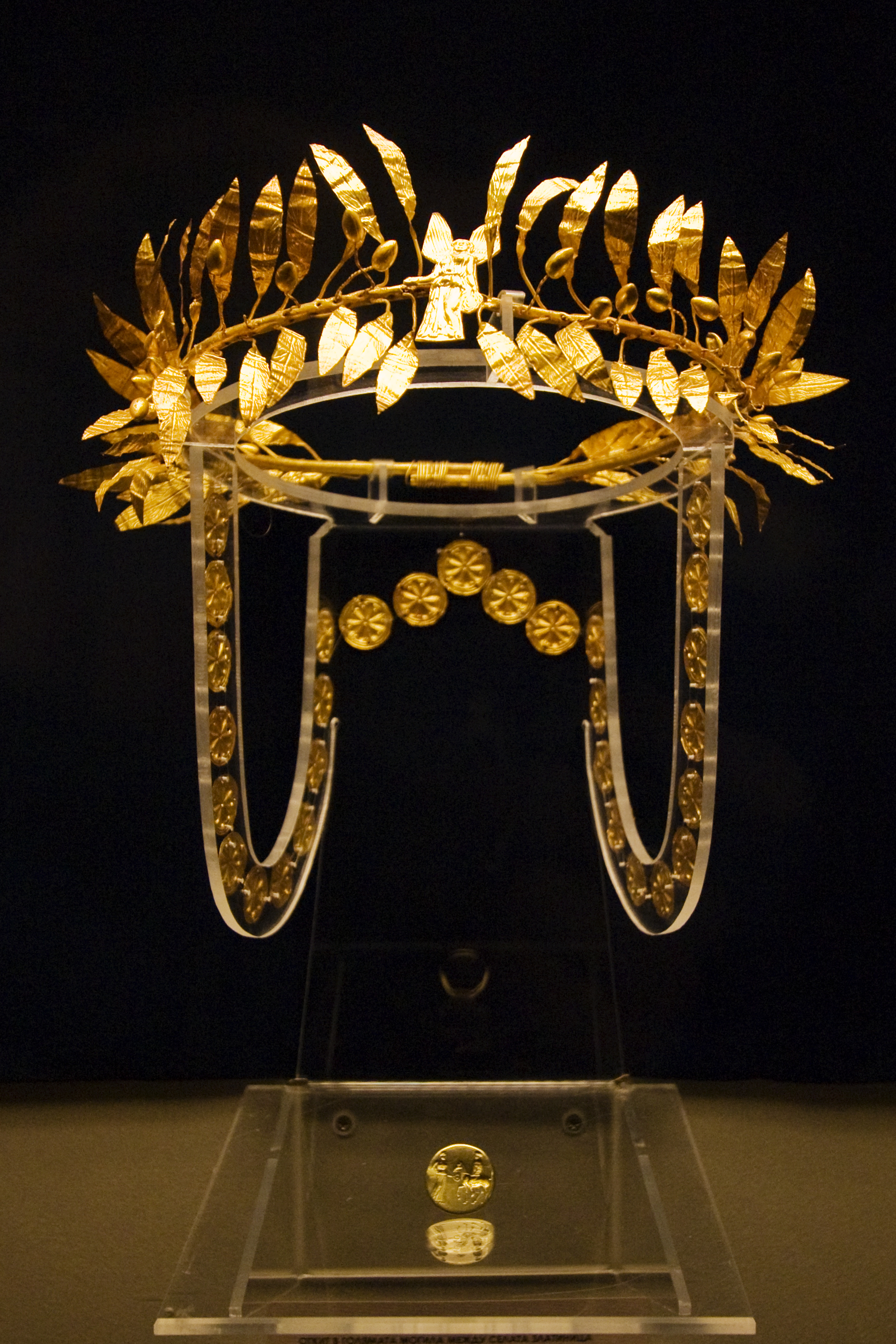
Guirlanda dourada da metade do século IV a. C.

Uma guirlanda ou grinalda é um ornamento feito de flores, frutas e/ou ramagens entrelaçadas. As guirlandas são usadas especialmente no período do Natal. 